# Le parole e la giustizia
Le parole e la giustizia è un saggio di Bice Mortara Garavelli, a lungo docente di grammatica italiana presso l'Università di Torino, edito dalla casa editrice Einaudi.

## Caratteristiche
Si tratta di un volume sul linguaggio giuridico italiano, attraverso una larga serie di esempi e citazioni, interessante sia per gli studiosi di linguistica, sia per i cultori della giurisprudenza. Il volume, che comprende 264 pagine, si sofferma «sull'ordine delle parole e delle frasi, sulla punteggiatura, su tempi e modi verbali, su nessi discorsivi e costrutti sintattici tipo logicamente caratterizzanti».
Nell'ultima parte del testo viene anche affrontato il tema della retorica e della persuasione in ambito giuridico, attraverso l'analisi dell'arringa, una delle manifestazioni più qualificanti dell'oratoria forense.

## Struttura
Il volume è organizzato in quattro grandi parti:
I. Indagini preliminari sul linguaggio giuridico (1. Generalità; 2. Un catalogo sommario dei principali testi giuridici italiani; 3. Linguistica dei testi giuridici: tendenze attuali e prospettive di ricerca);
II. Analisi di testi normativi (1. Contrassegni linguistici della normalità; 2. La disposizione della materia: ordinamento gerarchico e fissità segnaletica; 3. L'ordine delle parole e delle frasi; 4. Note sull'uso di tempi e modi verbali; 5. Rassegna delle assenze; 6. Schemi retorici);
III. Lessico e stereotipi sintattici nelle diverse classi di testi (1. Tra sintassi e lessico; 2. Il necessario e il superfluo nel lessico specialistico; 3. Citazioni latine);
IV. Dispositivi retorici nel tessuto dell'oratoria forense.
Il manuale è inoltre provvisto di una ricca bibliografia (20 pagine), e di un indice dei nomi citati.

## Edizioni
- Bice Mortara Garavelli, Le parole e la giustizia, Torino, Einaudi, 2001.